# Weimar (Lahn)
Weimar (Lahn) este o localitate din districtul Marburg-Biedenkopf în Hessa, Germania. Are o populație de aproximativ 7600 de locuitori.